# Colinas Willapa
Las colinas Willapa es una cordillera montañosa de 100 km de largo.Está situada en el suroeste del estado estadounidense de Washington. Con una altura máxima de 941 metros, las colinas Willapa son la parte más baja de la serie de cadenas montañosas que se extienden a lo largo de la costa del Pacífico de América del Norte.

## Geografía
Las colinas Willapa forman una cresta continua desde el curso inferior del río Chehalis hasta el río Columbia y se encuentran entre las montañas Olímpicas en el norte y la cordillera de la costa de Oregón en el sur. El punto más alto de alrededor de los 6600 km² de sierra correspondientes es el pico Boistfort, que tiene una altura de 941 m. Las colinas Willapa también incluyen las colinas Doty, que están en el condado de Lewis, con el pico Walville de 737 m de altura y las colinas Negras situadas en el oeste de Olympia en el condado de Thurston y que tienen sólo hasta 187 m de altura. Las colinas Willapa se convierten en amplios valles en dirección hacia el Pacífico occidental; el límite oriental de la cordillera de las Cascadas no está definido con precisión. La costa plana está precedida por promontorios como la península de Long Beach, que forman grandes estuarios junto con Grays Harbor y la bahía de Willapa. Las colinas Willapa, que son abundantes en precipitaciones, son el origen de numerosos arroyos y ríos, como el río Chehalis y el río Willapa.

## Geología
La cordillera está formada por rocas ígneas terciarias y rocas sedimentarias. Sin embargo, a diferencia de las montañas Olímpic, que tienen en comparación el más del doble de altura, las rocas de las colinas Willapa no han sufrido una deformación adicional intensiva mediante el metamorfismo. Los geólogos sospechan que la zona de subducción de la placa de Juan de Fuca es mucho más profunda debajo de las colinas Willapa que debajo de las montañas Olympic. Debido a la erosión, las colinas Willapa tienen un perfil redondeado y muy erosionado. Los geólogos han demostrado que alrededor de 1670 la costa en la zona de las colinas Willapa se hundió a lo largo de 90 kilómetros después de un terremoto de magnitud 8,0 en la escala de Richter que hubo allí. Las zonas boscosas se inundaron así de agua salada, lo que provocó que los árboles murieran rápidamente.
En 1957, se perforó un pozo de petróleo en la costa cerca de Ocean Shores, el cual fue el descubrimiento de petróleo más rico en Washington.

## Clima
La cresta continua recibe toda la fuerza de los vientos que llegan hacia el interior desde el Pacífico, es decir, lluvias intensas y tormentas violentas en invierno. En altitudes más bajas, pueden ocurrir en algunos años velocidades de viento de hasta 140 a 160 km/h. Una estación ubicada cerca del océano y que está a 600 m de altitud muestra que a esta altitud las velocidades del viento pueden alcanzar hasta más de 160 km/h durante casi cualquier invierno.

## Naturaleza
Las colinas Willapa se utilizan intensivamente para la silvicultura y la mayoría de los árboles originales han sido talados. En el parque estatal Rainbow Falls y el Área de Conservación de Recursos Naturales de Ellsworth Creek, que tiene una superficie de 225 acres y está situado en el condado de Pacific, todavía hay un bosque nativo de arborvitae gigante, cicuta occidental y abeto de Sitka. El sendero Willapa Hills, que tiene una longitud de 90 kilómetros, discurre como un sendero para caminatas, ciclismo y paseos a caballo en una antigua línea del Ferrocarril del Pacífico Norte desde Chehalis a South Bend.